# Hunter (rasa koni)

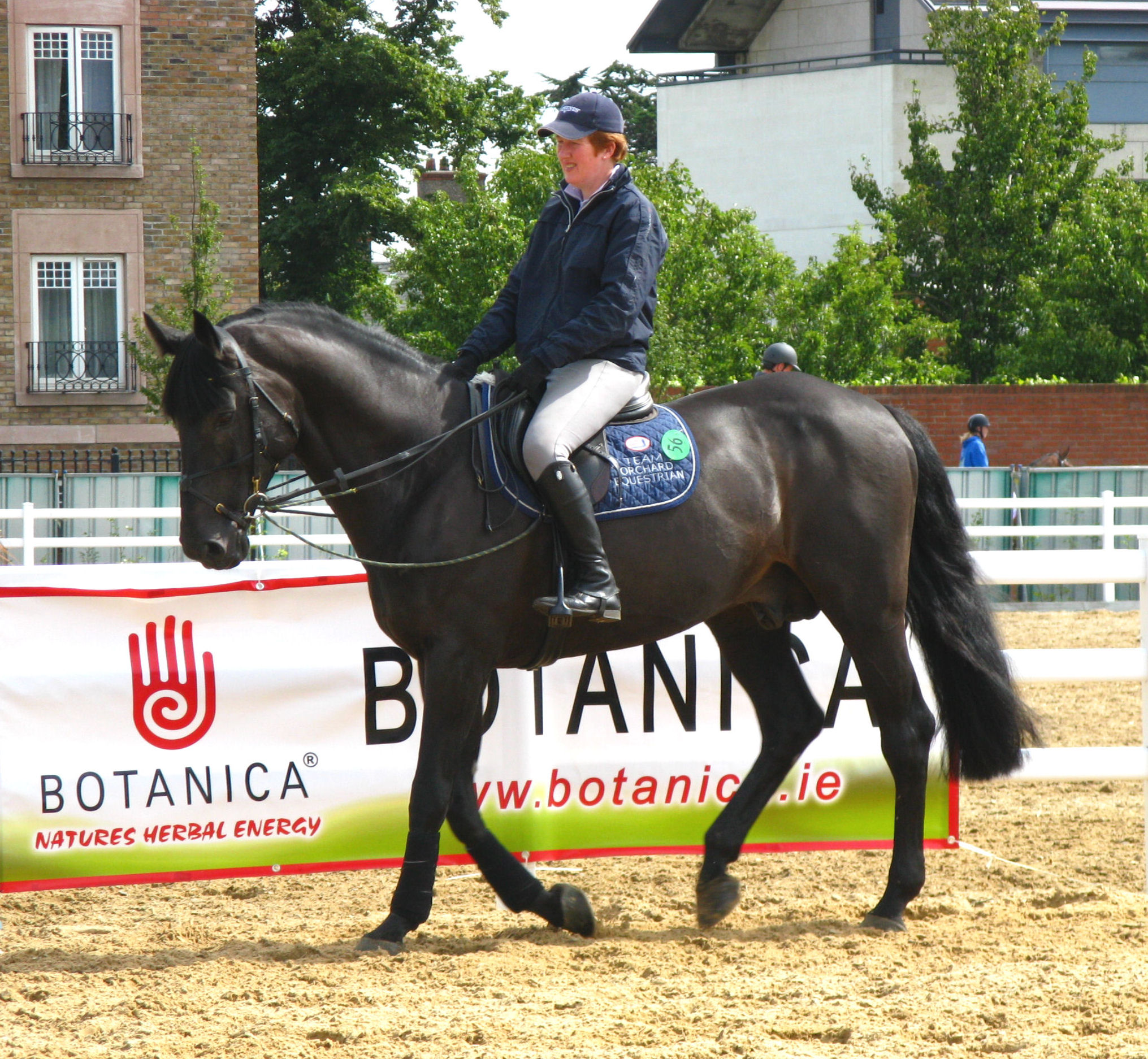
Hunter irlandzki

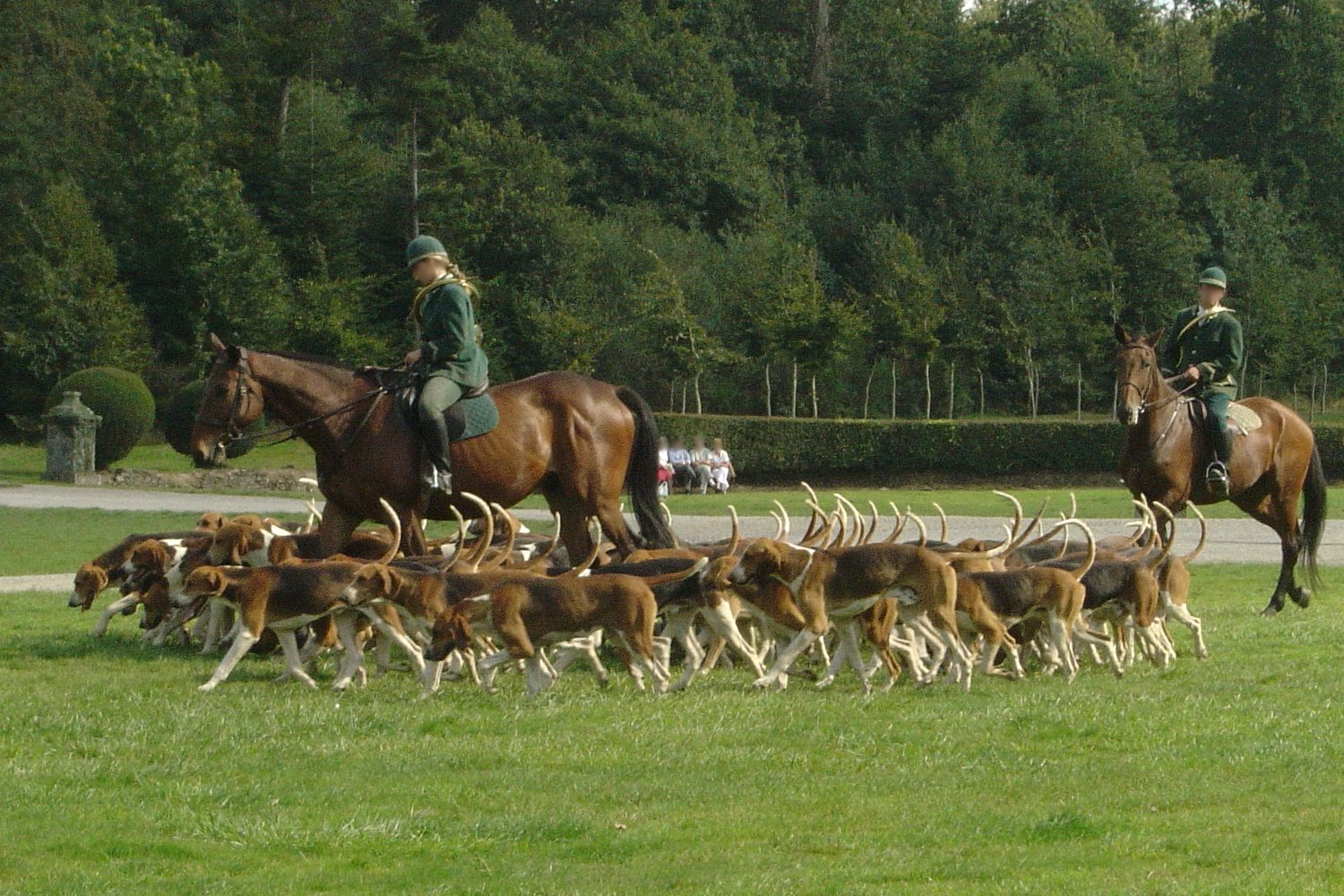
Myśliwi na polowaniu z psami

Hunter – rasa lub ogólniej typ konia gorącokrwistego, wytworzony z ciężkich klaczy i szlachetnych ogierów będący w stanie bezpiecznie nosić jeźdźca w urozmaiconym terenie podczas polowań na lisy, jelenie, często z psami. Huntery hodowane są w Irlandii i Anglii – występują odmiany irlandzka i angielska.

## Historia Rasy
Historia rasy sięga początku XVIII w., kiedy wśród szlachty stały się modne polowania na jelenie i lisy i pojawiło się zapotrzebowanie na odpowiednie wierzchowce. Klacze miejscowe uszlachetniano więc ogierami pełnej krwi angielskiej.

## Pokrój
Huntery nie są wyrównane pod względem pokroju, lecz odznaczają się wspólnymi cechami. Głowa duża, szyja krótka. Łopatki długie i skośne, grzbiet mocny, odpowiednia klatka piersiowa. Mocny, lekko ścięty i czasami zbyt masywny zad, kończyny solidne. Kaliber tych koni zależy od udziału pełnej krwi w rodowodach. Niektóre huntery występują w typie cięższym przeznaczonych do noszenia jeźdźców ok. 100 kg wagi, który ma szczotki pęcinowe i duże, masywne kopyta. Dla pań hoduje się specjalnie typ Lady-Hunter, które używane są też przez starsze dzieci. Występują wszystkie typy umaszczenia. Wysokość w kłębie: 150-175 cm.
Konia tej rasy cechuje również odwaga, inteligencja i zaradność.

## Użytkowanie
Dawniej specjalnością tych koni było polowanie (ang. hunter – myśliwy), co wiązało się z koniecznością pokonywania znacznych dystansów, ale także przeszkód, takich jak np. żywopłoty, mury, nasypy. Jest to bardzo wytrzymałe, żwawe i skoczne zwierzę, przy tym umiejące świetnie zachować równowagę. Obecnie konie te są wykorzystywane do wycieczek, wypraw konnych lub wyścigów przełajowych.
Huntery są bardzo wydajne w galopie pod obciążeniem na długich dystansach; chody ich są pewne i wytrwałe. Mają też duże zdolności do skoków przez przeszkody, co współcześnie powoduje ich sportowe przeznaczenie.

## Hodowla
Współczesny hunter pochodzi od potomstwa klaczy cięższych: Irish Draught, Cleveland Bay, Clydesdale, Shire lub Welsh Cob z ogierami pełnej krwi. W krajach anglojęzycznych huntery obecne są na nieomal wszystkich pokazach i wystawach hodowlanych. Typ huntera rozwijany jest też w hodowli irlandzkich koni sportowych. 